# Fernando Lucas Martins
Fernando Lucas Martins, meglio noto come Fernando (Erechim, 3 marzo 1992), è un calciatore brasiliano, centrocampista dell'Al-Jazira.

## Caratteristiche tecniche
Centrocampista incontrista, si caratterizza per abilità nel contrastare gli avversari e recuperare la palla, possiede una grande corsa e a volte va in rete su calcio piazzato. Alto 1.75 m per 80 kg, è il classico mastino di centrocampo brasiliano, come i vari Dunga, Emerson o Gilberto Silva.

## Carriera

### Club

#### Grêmio
Inizia la carriera da calciatore nel 2001, quando entra a far parte del Grêmio dove, in otto anni, compie tutta la trafila delle giovanili fino al suo debutto in prima squadra: il 28 giugno 2009 esordisce in occasione del match del Brasileirão con lo Sport Recife, subentrando dalla panchina al 70'. La sua prima partita da titolare è datata 21 giugno 2010 nella gara pareggiata 1-1 contro il Vasco da Gama.Con la squadra di Porto Alegre si aggiudica, nel 2010, il Campionato Gaúcho.
Il debutto in Copa Libertadores avviene invece 17 marzo 2011 titolare della sfida pareggiata contro i peruviani del León de Huánuco. Il primo gol da professionista lo sigla invece il 13 novembre 2011 al 90', il quale permette al Grêmio di agguantare il pareggio per 2 a 2 contro il Palmeiras.

#### Shakhtar Donetsk
Il 13 giugno 2013, dopo aver giocato con i Tricolor dos Pampas 100 presenze condite da 5 gol, approda agli ucraini dello Shakhtar Donetsk per 11 milioni di euro.
Il 14 luglio esordisce in Prem"jer-liha subentrando al 69º a Facundo Ferreyra durante la gara vinta per 2 a 0 contro il Hoverla Uzhhorod; il debutto in UEFA Champions League avviene invece il 17 settembre seguente nella gara vinta per 2 a 0 conto il Real Sociedad. Realizza la sua prima rete ucraina il 21 settembre 2013 all'80' della sfida vinta per 3-0 contro il Vorskla Poltava
Con la maglia arancione-nera degli Hirnyky Fernando vince in due stagioni un Campionato ucraino e due Supercoppa d'Ucraina; giocando in totale 47 partite di cui ben 12 di UEFA Champions League.

#### Sampdoria
Il 6 luglio 2015 la Sampdoria ne comunica l'acquisto a titolo definitivo per 8 milioni di euro: il giocatore sottoscrive un contratto quinquennale. Sceglie la maglia numero 7 visto che il suo numero preferito (il 17) è già utilizzato dal capitano della Samp Angelo Palombo. Il 30 luglio esordisce in blucerchiato giocando dal primo minuto l'andata del terzo turno preliminare di UEFA Europa League, contro il Vojvodina, perso per 4 a 0.
Il 23 agosto all'esordio in Campionato realizza la sua prima rete con i blucerchiati e in Serie A grazie ad un calcio di punizione al 37º della gara Samp-Carpi 5-2. Il 28 febbraio 2016 sblocca il risultato della gara vinta per 2 a 0 contro il Frosinone, mettendo così a segno il suo secondo gol stagionale. Segna la terza rete stagionale il 10 aprile seguente contro l'Udinese al'85º. Il 24 aprile al 20º della gara casalinga contro la Lazio segna la sua quarta rete stagionale che dà vita alla rimonta, la quale permette la vittoria della Samp e il raggiungimento della quota salvezza (40 punti). Complessivamente ha messo insieme 38 presenze e 4 gol con la maglia della Samp.

#### Spartak Mosca e Beijing Guoan
Il 18 luglio 2016 si trasferisce a titolo definitivo alla squadra russa dello Spartak Mosca per 12,5 milioni di euro più bonus. Dopo tre stagioni, nel luglio 2019 passa al Beijing Guoan.

#### Antalyaspor
Il 17 gennaio 2022, ha firmato per l'Antalyaspor, club turco militante nella Süper Lig.

### Nazionale

#### Nazionali giovanili
Nel 2009 viene convocato dal CT dell'Under-17 per prendere parte al Campionato sudamericano Under-17 che lo proclama vincitore con i suoi compagni di squadra.
Due anni più tardi, esattamente nel 2011 viene inserito da Ney Franco nella lista dell'Under-20 che prende parte sia al Campionato mondiale di calcio Under-20, sia al Campionato sudamericano Under-20 dell'anno: a fine torneo il Brasile Under-20 conquista il 1º posto di entrambi i tornei.

#### Nazionale maggiore
L'11 novembre 2012 esordisce in Nazionale al 89º della sfida amichevole, giocata a Malmö contro l'Iraq e vinta per 6-0. Il 21 marzo 2013 viene schierato nella formazione titolare della Seleção che pareggia 2-2 contro l'Italia a Ginevra.
Nel giugno 2013 prende parte alla Confederations Cup giocata in casa dal Brasile che si aggiudica il titolo.

## Statistiche

### Presenze e reti nei club
Statistiche aggiornate al 30 luglio 2019.
| Stagione                | Squadra                 | Campionato              | Campionato | Campionato | Coppe nazionali | Coppe nazionali | Coppe nazionali | Coppe europee | Coppe europee | Coppe europee | altre coppe | altre coppe | altre coppe | totale | totale | totale |
| Stagione                | Squadra                 | Comp                    | Pres       | Reti       | Comp            | Pres            | Reti            | Comp          | Pres          | Reti          | Comp        | Pres        | Reti        | Pres   | Reti   |        |
| ----------------------- | ----------------------- | ----------------------- | ---------- | ---------- | --------------- | --------------- | --------------- | ------------- | ------------- | ------------- | ----------- | ----------- | ----------- | ------ | ------ | ------ |
| 2009                    | Grêmio                  | A                       | 1          | 0          | -               | -               | -               | -             | -             | -             | -           | -           | -           | 1      | 0      |        |
| 2010                    | Grêmio                  | A+A1/GA                 | 13+6       | 0+1        | CB              | 2               | 0               | CS            | 0             | 0             | -           | -           | -           | 21     | 1      |        |
| 2011                    | Grêmio                  | A+A1/GA                 | 22+7       | 1+0        | CB              | 0               | 0               | CL            | 4             | 0             | -           | -           | -           | 33     | 1      |        |
| 2012                    | Grêmio                  | A+A1/GA                 | 32+19      | 1+4        | CB              | 10              | 2               | CS            | 6             | 0             | -           | -           | -           | 67     | 7      |        |
| 2013-giu.2013           | Grêmio                  | A+A1/GA                 | 1+8        | 0+1        | CB              | 0               | 0               | CL            | 9             | 1             | -           | -           | -           | 18     | 2      |        |
| Totale Grêmio           | Totale Grêmio           | Totale Grêmio           | 69+40      | 2+6        |                 | 12              | 2               |               | 19            | 1             |             |             |             | 140    | 11     |        |
| 2013-2014               | Shakhtar Donetsk        | PL                      | 14         | 1          | CU              | 3               | 1               | UCL           | 5             | 0             | SU          | 0           | 0           | 22     | 2      |        |
| 2014-2015               | Shakhtar Donetsk        | PL                      | 13         | 1          | CU              | 4               | 0               | UCL           | 7             | 0             | SU          | 1           | 0           | 25     | 1      |        |
| Totale Shakhtar Donetsk | Totale Shakhtar Donetsk | Totale Shakhtar Donetsk | 27         | 2          |                 | 7               | 1               |               | 12            | 0             |             | 1           | 0           | 47     | 3      |        |
| 2015-2016               | Sampdoria               | A                       | 35         | 4          | CI              | 1               | 0               | UEL           | 2             | 0             | -           | -           | -           | 38     | 4      |        |
| 2016-2017               | Spartak Moskva          | PL                      | 28         | 3          | KR              | 1               | 0               | UEL           | 1             | 0             | -           | -           | -           | 30     | 3      |        |
| 2017-2018               | Spartak Moskva          | PL                      | 27         | 5          | KR              | 3               | 0               | UCL+UEL       | 6+1           | 1+0           | SR          | 1           | 0           | 38     | 6      |        |
| 2018-2019               | Spartak Moskva          | PL                      | 20         | 3          | KR              | 1               | 0               | UCL+UEL       | 2+4           | 0             | -           | -           | -           | 27     | 3      |        |
| lug. 2019               | Spartak Moskva          | PL                      | 3          | 0          | KR              | 0               | 0               | UEL           | 0             | 0             | -           | -           | -           | 3      | 0      |        |
| Totale Spartak Mosca    | Totale Spartak Mosca    | Totale Spartak Mosca    | 78         | 11         |                 | 5               | 0               |               | 14            | 1             |             | 1           | 0           | 98     | 12     |        |
| 2019                    | Beijing Guoan           | CSL                     | 7          | 0          | CC              | 0               | 0               | -             | -             | -             | -           | -           | -           | 7      | 0      |        |
| 2020                    | Beijing Guoan           | CSL                     | 11         | 3          | CC              | 0               | 0               | ACL           | 7             | 1             | -           | -           | -           | 18     | 3      |        |
| Totale Beijing Gouan    | Totale Beijing Gouan    | Totale Beijing Gouan    | 18         | 3          |                 | 0               | 0               |               | 7             | 1             |             | -           | -           | 25     | 4      |        |
| gen.-giu. 2022          | Antalyaspor             | SL                      | 17         | 3          | TK              | 1               | 0               | -             | -             | -             | -           | -           | -           | 18     | 3      |        |
| 2022-2023               | Antalyaspor             | SL                      | 14         | 3          | TK              | 1               | 0               | -             | -             | -             | -           | -           | -           | 15     | 3      |        |
| Totale Antalyaspor      | Totale Antalyaspor      | Totale Antalyaspor      | 31         | 6          |                 | 2               | 0               |               | -             | -             |             | -           | -           | 33     | 6      |        |
| Totale carriera         | Totale carriera         | Totale carriera         | 298        | 34         |                 | 27              | 3               |               | 54            | 3             |             | 2           | 0           | 381    | 40     |        |

### Cronologia presenze e reti in Nazionale
| Cronologia completa delle presenze e delle reti in nazionale ― Brasile | Cronologia completa delle presenze e delle reti in nazionale ― Brasile | Cronologia completa delle presenze e delle reti in nazionale ― Brasile | Cronologia completa delle presenze e delle reti in nazionale ― Brasile | Cronologia completa delle presenze e delle reti in nazionale ― Brasile | Cronologia completa delle presenze e delle reti in nazionale ― Brasile | Cronologia completa delle presenze e delle reti in nazionale ― Brasile | Cronologia completa delle presenze e delle reti in nazionale ― Brasile |
| Data                                                                   | Città                                                                  | In casa                                                                | Risultato                                                              | Ospiti                                                                 | Competizione                                                           | Reti                                                                   | Note                                                                   |
| ---------------------------------------------------------------------- | ---------------------------------------------------------------------- | ---------------------------------------------------------------------- | ---------------------------------------------------------------------- | ---------------------------------------------------------------------- | ---------------------------------------------------------------------- | ---------------------------------------------------------------------- | ---------------------------------------------------------------------- |
| 11-10-2012                                                             | Malmö                                                                  | Brasile                                                                | 6 – 0                                                                  | Iraq                                                                   | Amichevole                                                             | -                                                                      | 89’                                                                    |
| 21-3-2013                                                              | Ginevra                                                                | Italia                                                                 | 2 – 2                                                                  | Brasile                                                                | Amichevole                                                             | -                                                                      |                                                                        |
| 25-3-2013                                                              | Londra                                                                 | Brasile                                                                | 1 – 1                                                                  | Russia                                                                 | Amichevole                                                             | -                                                                      |                                                                        |
| 25-4-2013                                                              | Belo Horizonte                                                         | Brasile                                                                | 2 – 2                                                                  | Cile                                                                   | Amichevole                                                             | -                                                                      | 79’                                                                    |
| 2-6-2013                                                               | Rio de Janeiro                                                         | Brasile                                                                | 2 – 2                                                                  | Inghilterra                                                            | Amichevole                                                             | -                                                                      | 73’                                                                    |
| 9-6-2013                                                               | Porto Alegre                                                           | Brasile                                                                | 3 – 0                                                                  | Francia                                                                | Amichevole                                                             | -                                                                      | 65’                                                                    |
| 22-6-2013                                                              | Salvador                                                               | Brasile                                                                | 4 – 2                                                                  | Italia                                                                 | Conf. Cup 2013 - Fase a gironi                                         | -                                                                      | 76’                                                                    |
| 14-8-2013                                                              | Basilea                                                                | Svizzera                                                               | 1 – 0                                                                  | Brasile                                                                | Amichevole                                                             | -                                                                      | 56’                                                                    |
| Totale                                                                 |                                                                        | Presenze                                                               | 8                                                                      |                                                                        | Reti                                                                   | 0                                                                      |                                                                        |

## Palmarès

### Club

#### Competizioni statali
- Campionato Gaúcho: 1

Gremio: 2010

#### Competizioni nazionali
- Supercoppa d'Ucraina: 2

Shakhtar: 2013, 2014
- Campionato ucraino: 1

Shakhtar: 2013-2014
- Campionato russo: 1

Spartak Mosca: 2016-2017
- Supercoppa di Russia: 1

Spartak Mosca: 2017

### Nazionale

#### Competizioni giovanili
- Campionato sudamericano Under-17: 1

2009
- Campionato sudamericano Under-20: 1

2011
- Campionato mondiale Under-20: 1

2011

#### Competizioni maggiori
- Confederations Cup: 1

Brasile 2013